# تحصن دانشگاه زنجان در خرداد ۱۳۸۷

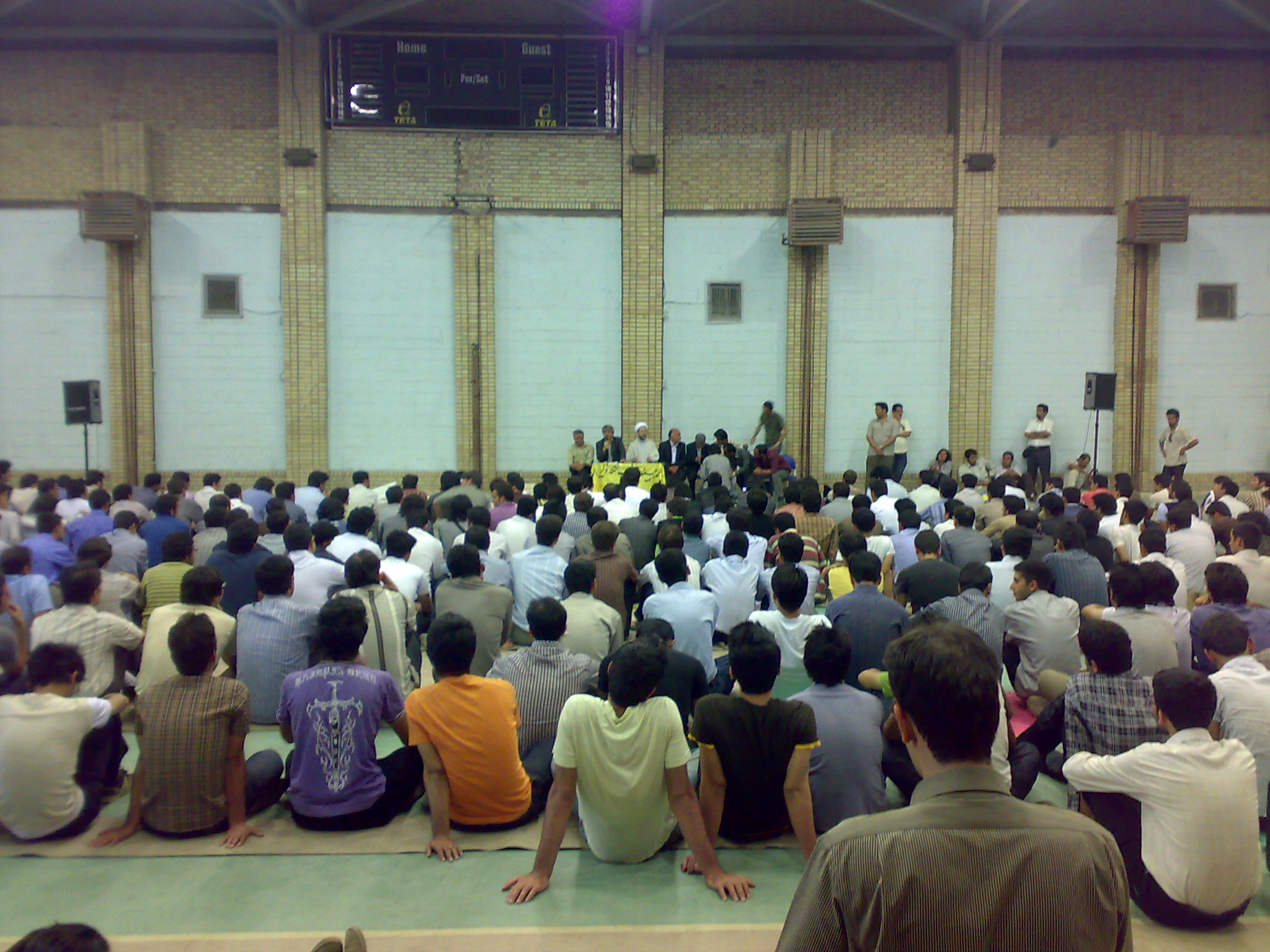
سخنرانی نصیری نمایندهٔ شهر زنجان در مجلس شورای اسلامی در جمع دانشجویان

اعتصاب دانشجویان دانشگاه زنجان در خرداد ۱۳۸۷ به دلیل تلاش حسن مددی معاون دانشجویی و رئیس کمیتهٔ انضباطی این دانشگاه برای سوءاستفاده جنسی از یکی از دانشجویان دختر دانشگاه آغاز شد. این دانشجو با کمک دوستان دانشجوی خود و در یک اقدام شبه‌پلیسی مسئول دانشگاه را غافلگیر کردند و به فیلم‌برداری و افشای سوءاستفادهٔ این مسئول دانشگاه از موقعیت خود دست زدند. پس از آن، صدها تن از دانشجویان دانشگاه زنجان به تحصن گسترده چند روزه‌ای در دانشگاه دست زدند. با این‌حال چند روز بعد دانشجوی قربانی که شاکی پرونده بود بازداشت شد دادستان زنجان اتهام این دانشجو را داشتن رابطهٔ نامشروع اعلام کرده و دانشجویان معترض را نیز تهدید به دستگیری کرد.
همچنین با مددی برخورد شد.

## ماجرا
به گفته دانشجوی درگیر در این ماجرا، حسن مددی معاون دانشجویی دانشگاه زنجان، رئیس کمیتهٔ انضباطی دانشگاه و استاد ادبیات فارسی، پس از فراخواندن این دانشجو به کمیتهٔ انضباطی او را برای برقراری رابطه جنسی تحت فشار قرار می‌دهد. دانشجوی مذکور مسئله را با گروهی از دانشجویان مطرح کرده و طرحی را برای افشای فساد جنسی مددی پی‌ریزی و به مرحلهٔ اجرا درمی‌آورند.
ساعت هفت بعدازظهر روز شنبه ۲۵ خرداد ۱۳۸۷ این دانشجوی دختر درحالی‌که یک ضبط صوت نیز با خود به همراه داشت، با معاون دانشجویی در دفتر وی قرار گذاشته و هنگامی که معاون دانشگاه در حال درآوردن پیراهنش بود دانشجویان با شکستن درهای قفل شده به دفتر وی یورش برده، از صحنه حادثه فیلمبرداری کرده و پس از آن اقدام به برگزاری تجمع اعتراضی نمودند

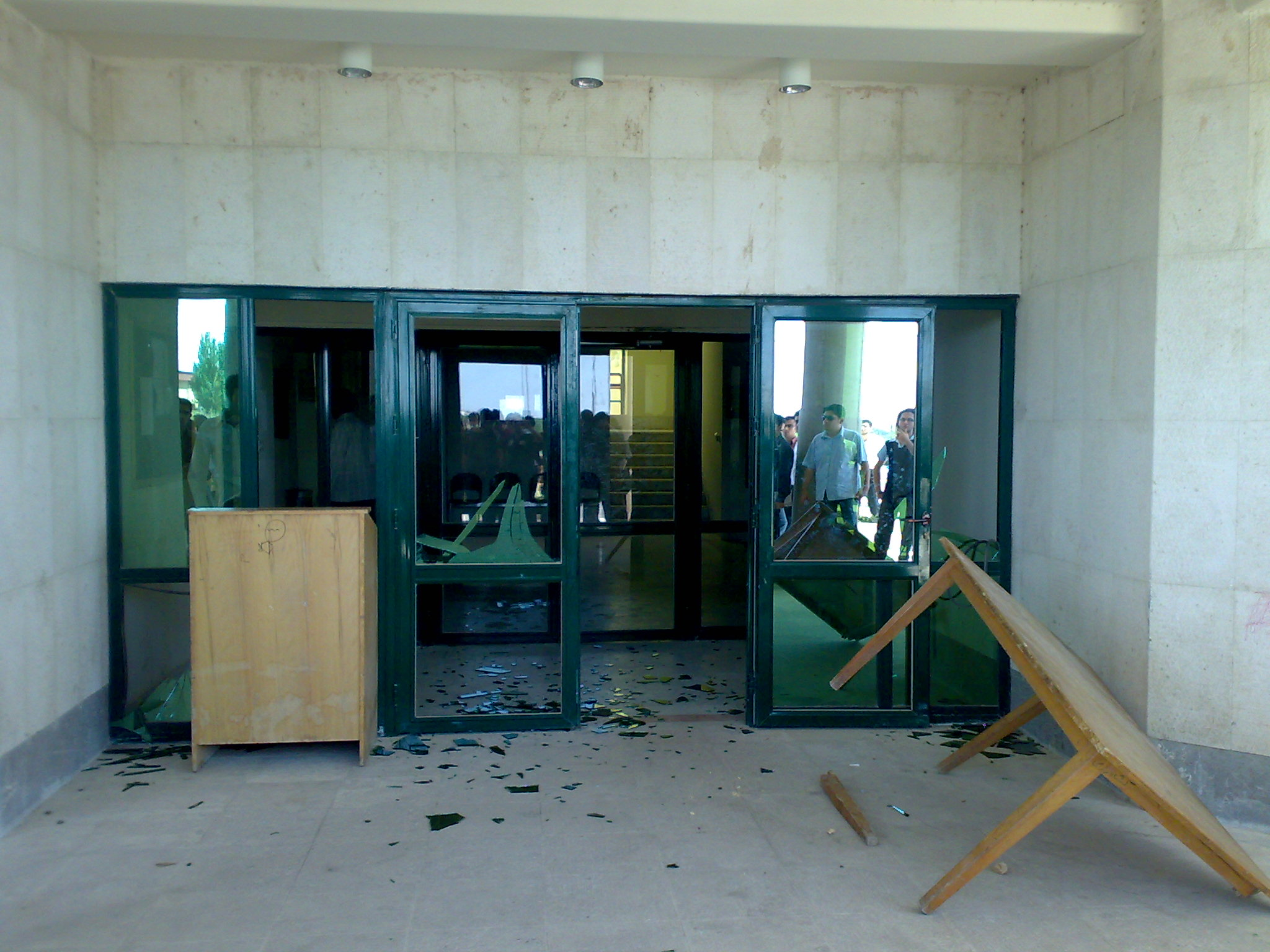
شکسته‌شدن شیشهٔ درب ورودی ساختمان ریاست دانشگاه توسط متحصنان

در تجمع شب وقوع حادثه بیش از ۳٬۰۰۰ نفر از دانشجویان خواستار استعفای معاونت دانشجویی که به حراست دانشگاه تحویل داده شده بود و نداف اسکویی رئیس دانشگاه زنجان می‌شوند. شماری از دانشجویان تمام شب را در سالن ورزش دانشگاه سپری کردند.
فردای آن روز رئیس دانشگاه زنجان نداف اسکویی نیز در جمع دانشجویان متحصن حاضر شده، از آنان عذرخواهی و اعلام کرد که مسئول متخلف از شغل خود برکنار شد و با انتقاد از دانشجویانی که به گفتهٔ او «با توسل به زور از ورود کارمندان و اعضای هیئت علمی جلوگیری کردند و مانع از برگزاری امتحانات شدند.» از دانشجویان خواست تا آرامش خود را حفظ کرده و مطالبات خود را از شیوه‌های قانونی پیگیری کنند، زیرا برخی دانشجویان در این میان به دنبال اهداف سیاسی خود هستند.

## اهمیت
یکی از نکات مهم این واقعه آن بود که رفتارهای غیر متعارف مسئولان دانشگاه مانند تجاوز و سوءاستفاده جنسی پیش از این نیز وجود داشته، اما به دلیل هراس دانشجویان از اخراج و رسوایی اخلاقی پنهان می‌مانده‌است. حال با تحصن چند هزار نفری در دانشگاه زنجان توجه زیادی به این مسئله جلب شد. همچنین، در این پرونده مدرکی وجود دارد که به دلیل قرار گرفتن بر اینترنت، قابل سانسور نیست.
در چند سال اخیر سایر دانشگاه‌های ایران هم گهگاه مسائلی از این دست را به خود دیده‌اند، مثلاً ناپدید شدن یک دختر دانشجوی دانشکدهٔ ادبیات دانشگاه علامه طباطبایی پس از آنکه توسط حراست این دانشگاه تحت فشار قرار گرفته بود و پیدا شدن جسد او پس از چند ماه به افشای جنایت‌های این مسئول از سوی دختران دانشگاه و برکناری او انجامید. یا مسئول حراست دانشگاه کرمانشاه دانشجوی دختری را تهدید کرده بود بود که دوستی او با یک دانشجوی پسر را افشا کرده، اخراجش می‌کند و به خانواده‌اش اطلاع می‌دهد. اما این مورد علی‌رغم گفتهٔ نهادهای امنیتی پیگیری نشد. فقط آن دانشجو انصراف داد و برای همیشه از آن دانشگاه رفت و مسئول روابط عمومی دفتر تحکیم و خبرنگار ایلنا به خاطر گزارش موضوع محاکمه شد.
از دیگر نکات مهم این تحصن و موارد همزمان، همسویی خواسته‌های صنفی دانشجویان با خواسته‌های سیاسی و اجتماعی جامعه است. چرا که به عقیدهٔ فعالان دانشجویی، در سال‌های اخیر کسانی به مسئولیت دانشگاه‌ها منصوب شده‌اند که صلاحیت آن را ندارند.

## تحصن در دانشگاه

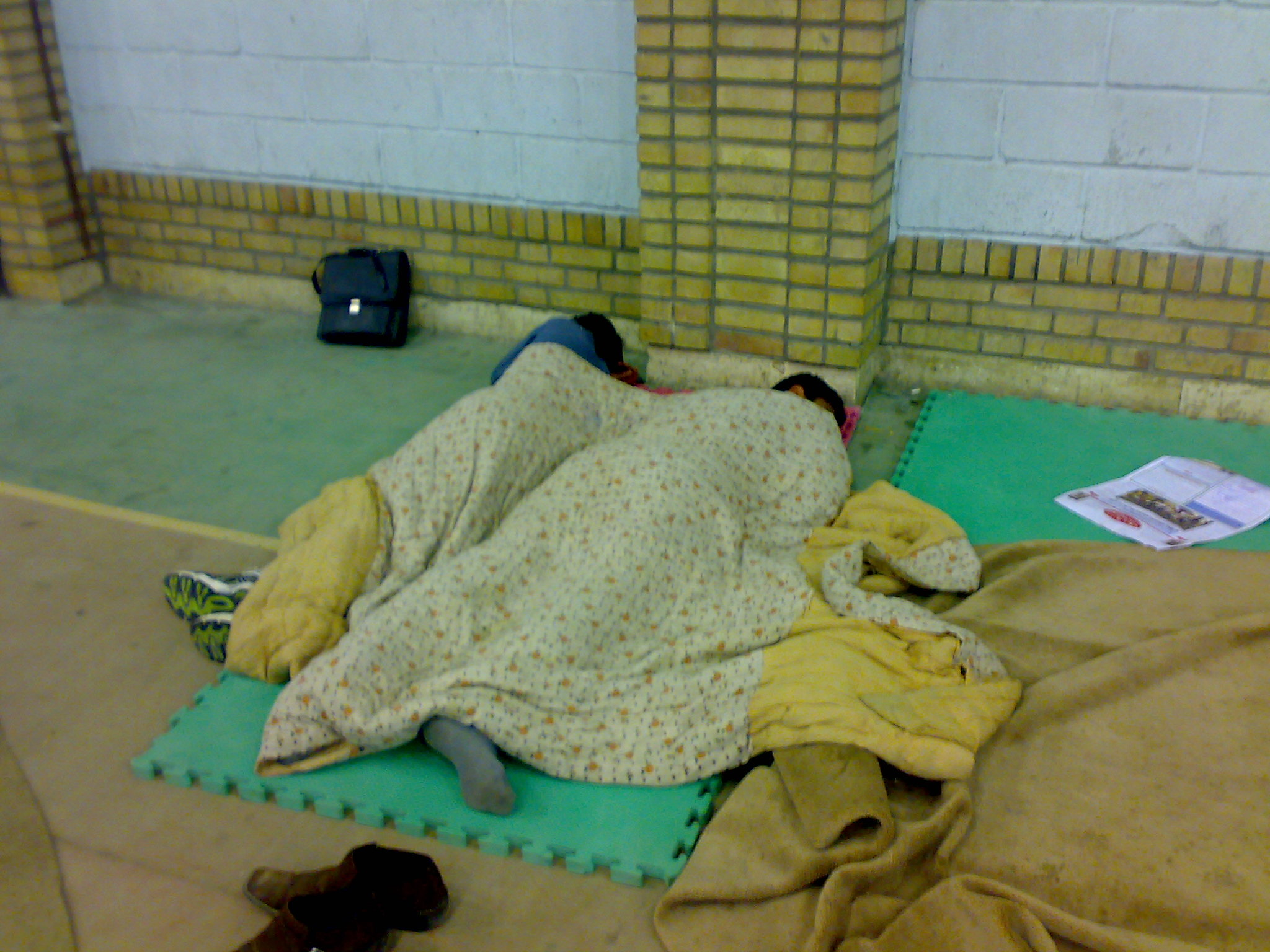
دانشجویان خسته دانشگاه مشغول استراحت

مطالبات دانشجویان عبارت بود از: استعفای هیئت رئیسه دانشگاه زنجان و تعلیق دو روزه امتحانات دانشگاه، برکناری و محاکمه قضایی معاون دانشجویی دانشگاه زنجان، عدم برخورد با تحصن کنندگان، پیگیری پاسخ وزیر علوم در مجلس.
یکشنبه ۲۶ خرداد امتحانات دانشگاه زنجان برگزار نشد و علیرضا نداف اسکویی، رئیس دانشگاه زنجان در جمع دانشجویان اعتصاب‌کننده حضور یافت و از آنان بابت «هتک حرمت دانشگاه و دانشجو» عذرخواهی کرد.

## واکنش‌ها
مدیر کل روابط عمومی وزارت علوم نیز گفت مجموعه وزارت علوم مسئله را با حساسیت دنبال می‌کند ولی تغییر رئیس دانشگاه را رد کرد.
شادی صدر (در روزنامه اعتماد ملی)، شیرین عبادی و … به این واقعه اعتراض کرد. همچنین شیرین عبادی دستگیری دانشجوی شاکی را غیرقانونی دانست.
نماینده ولی فقیه و امام جمعه زنجان با تقبیح ماجرای دانشگاه زنجان و مسائل به وجود آمده پس از آن را مایه تاسف خواند.

## برخورد قضایی
حسن مددی، معاون دانشجویی دانشگاه زنجان اندکی پس از انتقال پرونده به تهران آزاد شد. در پی این رخداد با رأی هیئت بدوی انتظامی رسیدگی به تخلفات استادان حسن مددی از دانشگاه زنجان اخراج شد.
همچنین چند روز بعد دانشجوی قربانی که شاکی پرونده بود بازداشت شد دادستان زنجان اتهام این دانشجو را داشتن رابطه نامشروع اعلام کرده و دانشجویان معترض را نیز تهدید به دستگیری کرد.

## حکم دادگاه
دادگاه طی حکمی در بهمن ۱۳۸۷ معاون دانشگاه (متهم به تجاوز) را به سی ضربه شلاق تعزیزی و ۳۰ ضربه شلاق تعلیقی و دانشجوی دختر را نیز به ۳۰ ضربه شلاق محکوم کرده‌است. رهبران دانشجویان معترض نیز همچنان تحت پیگرد قضایی هستند. دفتر تحکیم وحدت ضمن بیانیه‌ای ضمن محکوم کردن اقدام دادگاه زنجان از وزارت علوم خواست سیاست حمایتی خود از متجاوزان به دختران دانشجو را پایان دهد.